# Grupo Elektra
Grupo Elektra est une entreprise mexicaine de distribution fondée en 1950. Elle opère principalement au Mexique, mais contrôle également une banque opérant dans l'ensemble de l'Amérique latine.